# David Rosenboom
David Rosenboom (* 9. září 1947) je americký hudebník, hudební skladatel a pedagog. Studoval hudbu na University of Illinois at Urbana-Champaign, kde mezi jeho profesory patřili například Salvatore Martirano nebo Kenneth Gaburo. Během své kariéry vydal řadu vlastních alb a spolupracoval s dalšími hudebníky, mezi které patří například Anthony Braxton, Jon Hassell nebo Jacqueline Humbert.